# Stowarzyszenie Kościołów Zielonoświątkowych w Rwandzie
Stowarzyszenie Kościołów Zielonoświątkowych w Rwandzie (ang. Association of Pentecostal Churches in Rwanda) – największa spośród zielonoświątkowych denominacji w Rwandzie. Kościół Zielonoświątkowy z siedzibą w Kigali obejmuje ok. 1.000.000 wiernych.
Początki kościoła są związane z posługą szwedzkich misjonarzy, którzy przybyli do kraju w 1940 roku, z sąsiedniego Konga. W 1943 roku zostali ochrzczeni pierwsi nawróceni. Stowarzyszenie Kościołów Zielonoświątkowych zostało zarejestrowane w 1962 roku. Po ludobójstwie w 1994 roku znaczna część mieszkańców Ruandy rozczarowanych Kościołem katolickim przyłączyła się do Kościoła Zielonoświątkowego, który stał się najszybciej rozwijającym wyznaniem w kraju.
Kościół Zielonoświątkowy w Rwandzie prowadzi 70 przedszkoli, 160 szkół podstawowych, 45 gimnazjów i 36 szkół średnich.